# Vesting van Mont-Dauphin

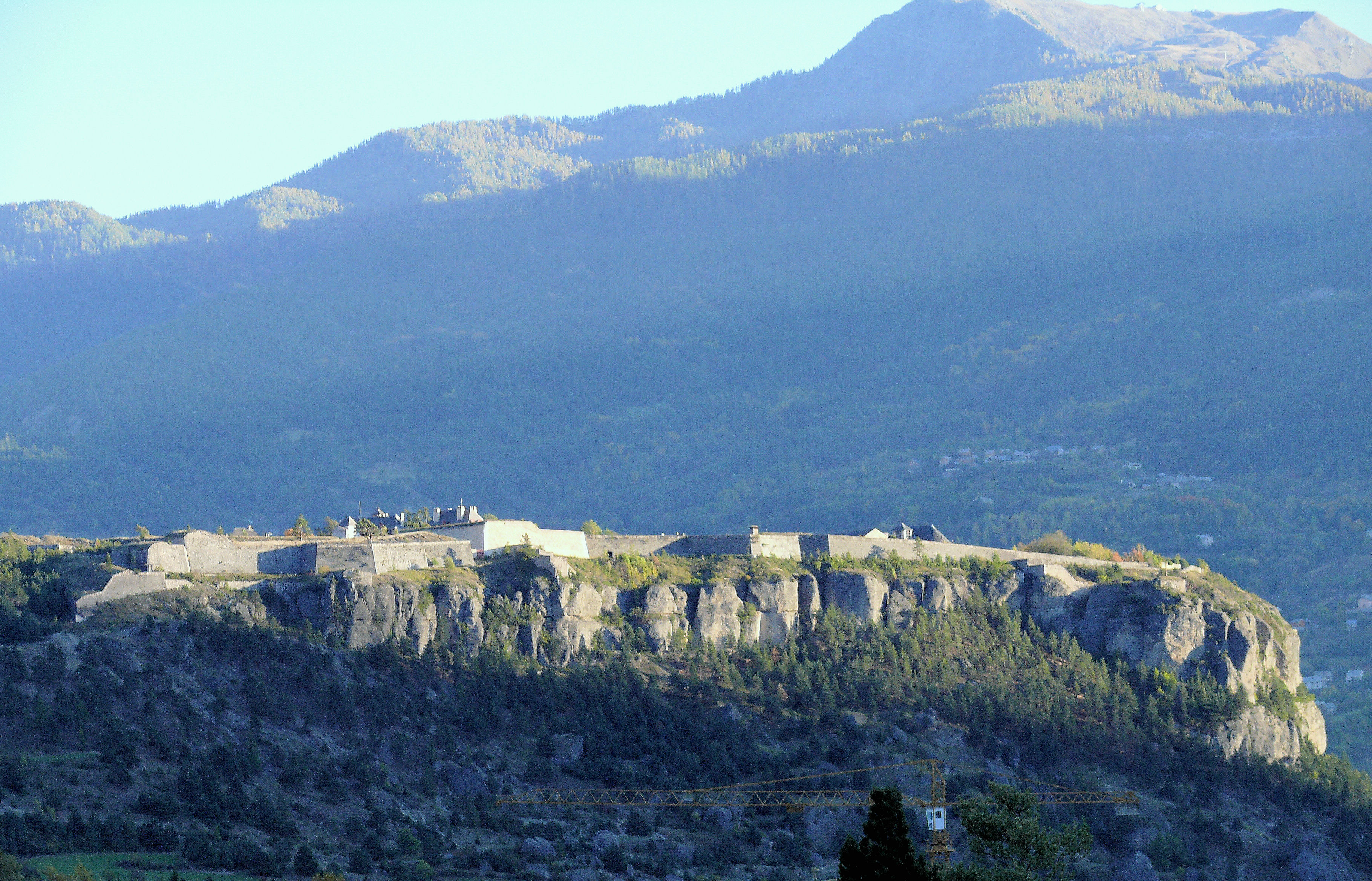
Zicht op Mont-Dauphin

De Vesting van Mont-Dauphin is een militair complex dat ligt op de top van Mont-Dauphin in de gelijknamige plaats in het Frans departement Hautes-Alpes.

## Ligging
Mont-Dauphin is een kleine stad in de regio Provence-Alpes-Côte d'Azur, het is slechts 58 hectare groot. De regio ligt in het uiterste zuidoosten van Frankrijk tegen de grens met Italië. Mont-Dauphin ligt tussen Briançon, waar ook een vestingwerk van Vauban ligt, en Embrun. De vestingstad ligt op een plateau op een hoogte van 1050 meter boven de zeespiegel.

## Aanleiding bouw
Koning Lodwijk XIV bezette rond 1690 het Hertogdom Savoye. Hij gaf Vauban  (1633-1707) de opdracht de grens met de Alpen veilig te stellen. Vauban verkende de omgeving, bezocht de bestaande militaire versterkingen en werkte plannen uit voor de verbetering en modernisering. Het kwam ook met het idee voor een vesting op Mont-Dauphin, die een centrale plaats kreeg in zijn verdedigingslinie. In zijn eerste rapport aan de koning, eind 1692, voerde hij drie argumenten aan om hier een vesting te bouwen. Het was een strategisch gunstige plaats waar de rivieren Guil en Durance samenvloeien en waar diverse valleien bijeenkomen. Verder is het plateau aan drie zijden omgeven door steile kliffen en kan alleen vanuit het noorden aangevallen worden en tot slot de aanwezigheid van voldoende bouwmaterialen.

## Beschrijving
In het voorjaar van 1693 startte de bouw aan de noordzijde. In 1700, wanneer Vauban voor de tweede en laatste keer Mont-Dauphin bezoekt, is het noordfront zo goed als gereed. Diverse gebouwen zijn klaar of in aanbouw zoals barakken voor de manschappen, magazijnen voor wapens en munitie en het huis voor de gouverneur. Vauban schreef in zijn rapport dat er zo'n 25 huizen gebouwd of in aanbouw zijn. Om te voorkomen dat het buskruit in het kruitmagazijn in vijandelijke handen komt, is er naast een grote waterbak aangelegd. In geval van nood stroomt het water uit de bak in het magazijn waardoor het buskruit onbruikbaar wordt. Voor de kerk, ter ere van Lodewijk XIV en het katholieke geloof in een overwegend protestante regio, waren er grootste plannen. De kerk werd echter nooit voltooid en in de 19e eeuw zelfs gedeeltelijk ontmanteld om munitiebunkers te bouwen. In 1713 werd Mont-Dauphin een vestingstad.
In 1713 maakte de Vrede van Utrecht een einde aan de Spaanse Successieoorlog. Frankrijk werd groter waardoor Mont-Dauphin verder van de grens kwam te liggen. Het verloor hiermee een deel van de militaire status en de aandacht verschoof naar Briançon. Mont-Dauphin wordt een toevluchtsoord en trainingskamp voor de meer belangrijke vestingwerken ten oosten van het fort. Ondanks de verminderde militaire status bleef Frankrijk investeren in de verdediging van de vesting, vooral aan het noordfront. In 1728 werd een halve maan aangelegd voor het bastion Royal. In 1791 werden diverse aanpassingen gedaan volgens de plannen van generaal Michaud d´Arçon.
In 1747 vielen er veel gewonden bij de slag om Assietta in de Oostenrijkse Successieoorlog. Mont-Dauphin speelde een belangrijke rol bij het opvangen van soldaten die naar het front gingen en later werden er veel gewonden behandeld. Ondanks de korte duur van de oorlog was dit een aanleiding om verbeteringen door te voeren. Er kwamen nieuwe gebouwen voor de verzorging van zieken en gewonden, extra magazijnen en verblijfplaatsen voor de soldaten. Het zuidfront werd ook versterkt, deze zijde is kwetsbaar omdat de klif er minder steil is. Het belangrijkste gebouw is de Rochambeau-kazerne gebouwd omstreeks 1765. Het gebouw is meer dan 260 meter lang en maakt onderdeel uit van de wal. In 1820 werd een zolderverdieping toegevoegd. In de 19e eeuw bereikte de bevolking een hoogtepunt met 400 burgers.
De jaren 1860-1870 maakte de ontwikkeling van de artillerie een grote sprong. Door de grotere dracht van de kanonnen kon het fort beschoten worden van ander bergpieken, een situatie die ondenkbaar was in de eeuwen daarvoor. De vesting werd aangepast om ook zelf kanonnen met een getrokken loop te plaatsen. Verder kwamen er extra opslagplaatsen voor munitie waarvoor de bakstenen van de kerk werden gebruikt. Verder werden de magazijnen met aarde bedekt als extra bescherming tegen inslaande granaten.
Ondanks deze aanpassingen bleef de vesting kwetsbaar. Het verloor verder aan belang en in de loop der jaren werden de soldaten teruggetrokken. Het ziekenhuis raakte in verval en kort na de Tweede Wereldoorlog verliet de laatste militair zijn post in de vesting. In de directe omgeving wordt nog steeds veel geoefend door militairen. Vanaf 1865 nam het toerisme toe en de mensen komen nog steeds Mont-Dauphin bezoeken vanwege het uitzicht en de militaire werken. De kerk en de Rochambeau-kazerne werden als eerste erkend als officieel historische monument.

## Monument
Het bouwwerk is sinds 1996 een Frans monument, een monument historique, en staat sinds 2008 samen met andere vestingwerken van Vauban op de werelderfgoedlijst van UNESCO.

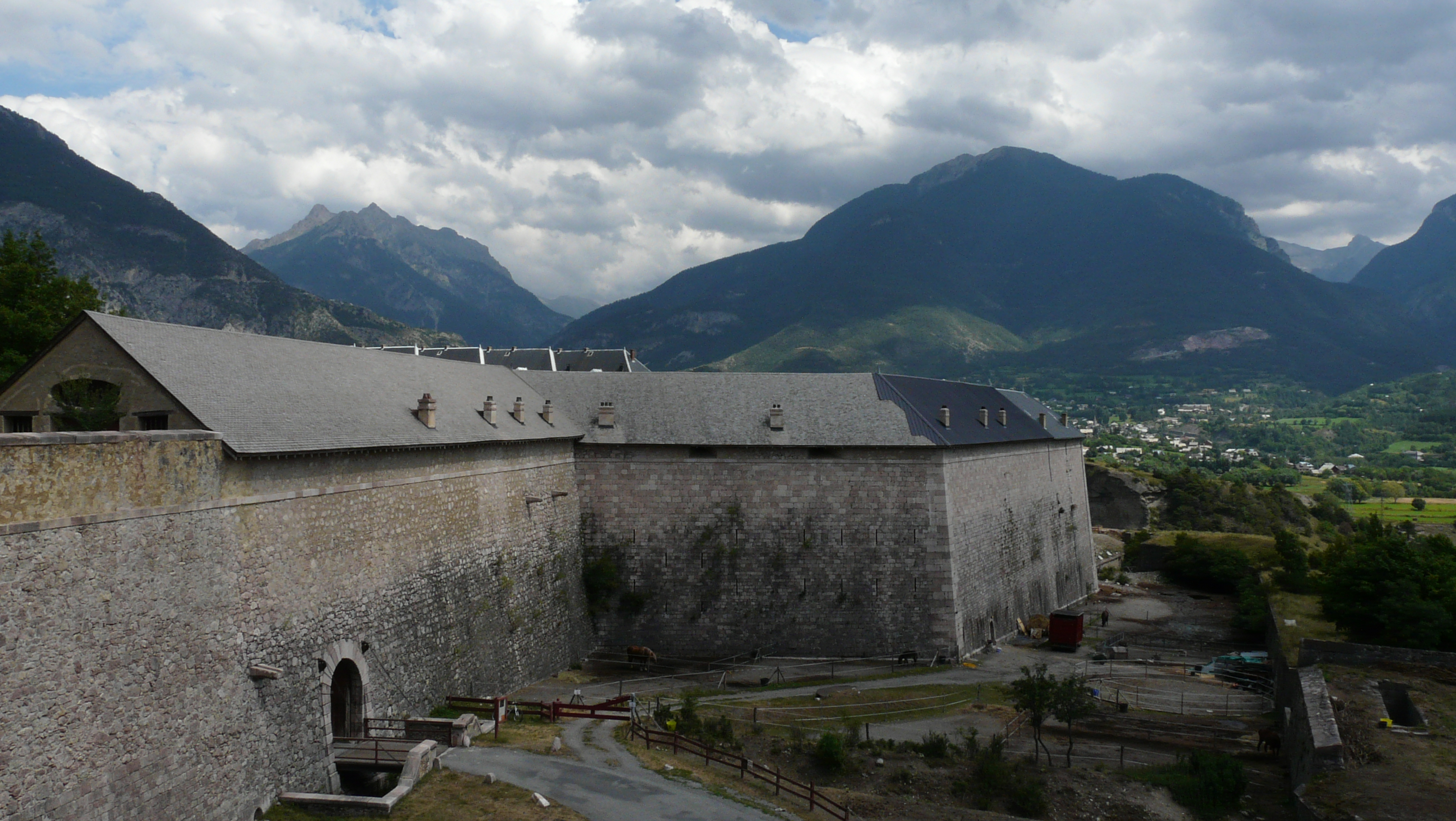
Rochambeau-kazerne opgenomen in de wal aan het zuidfront
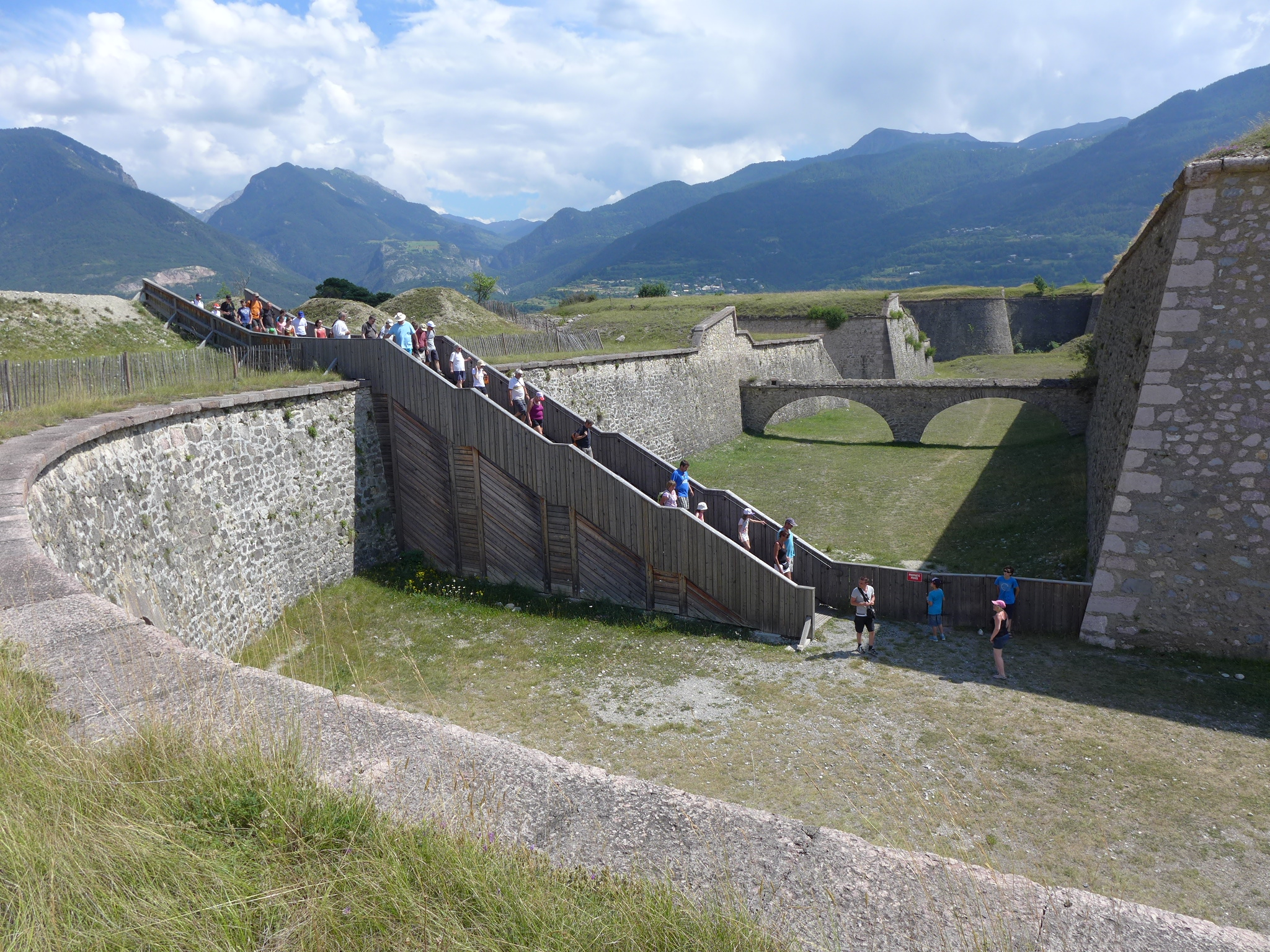
Bastion Dauphin aan het noordfront
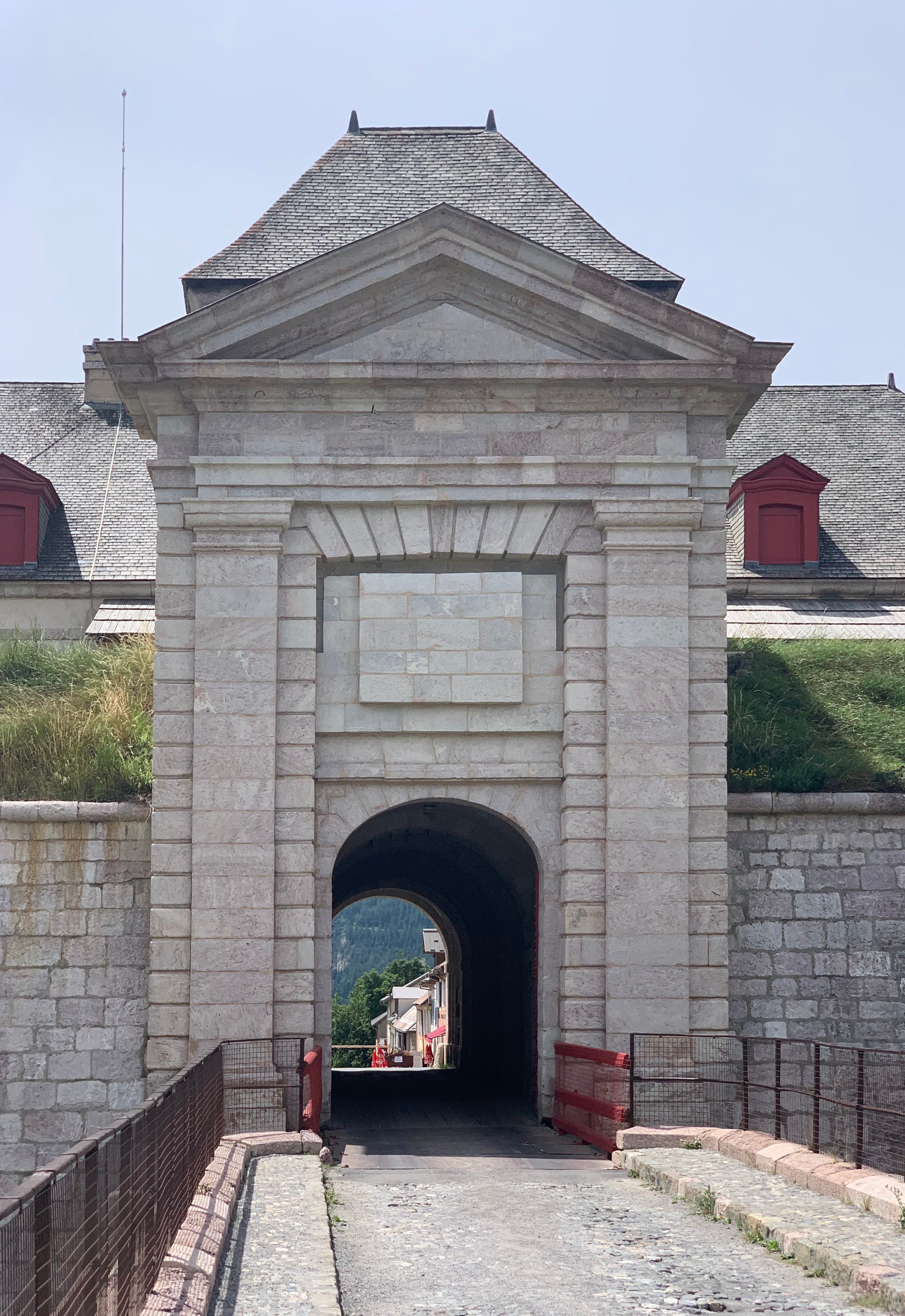
Toegangspoort
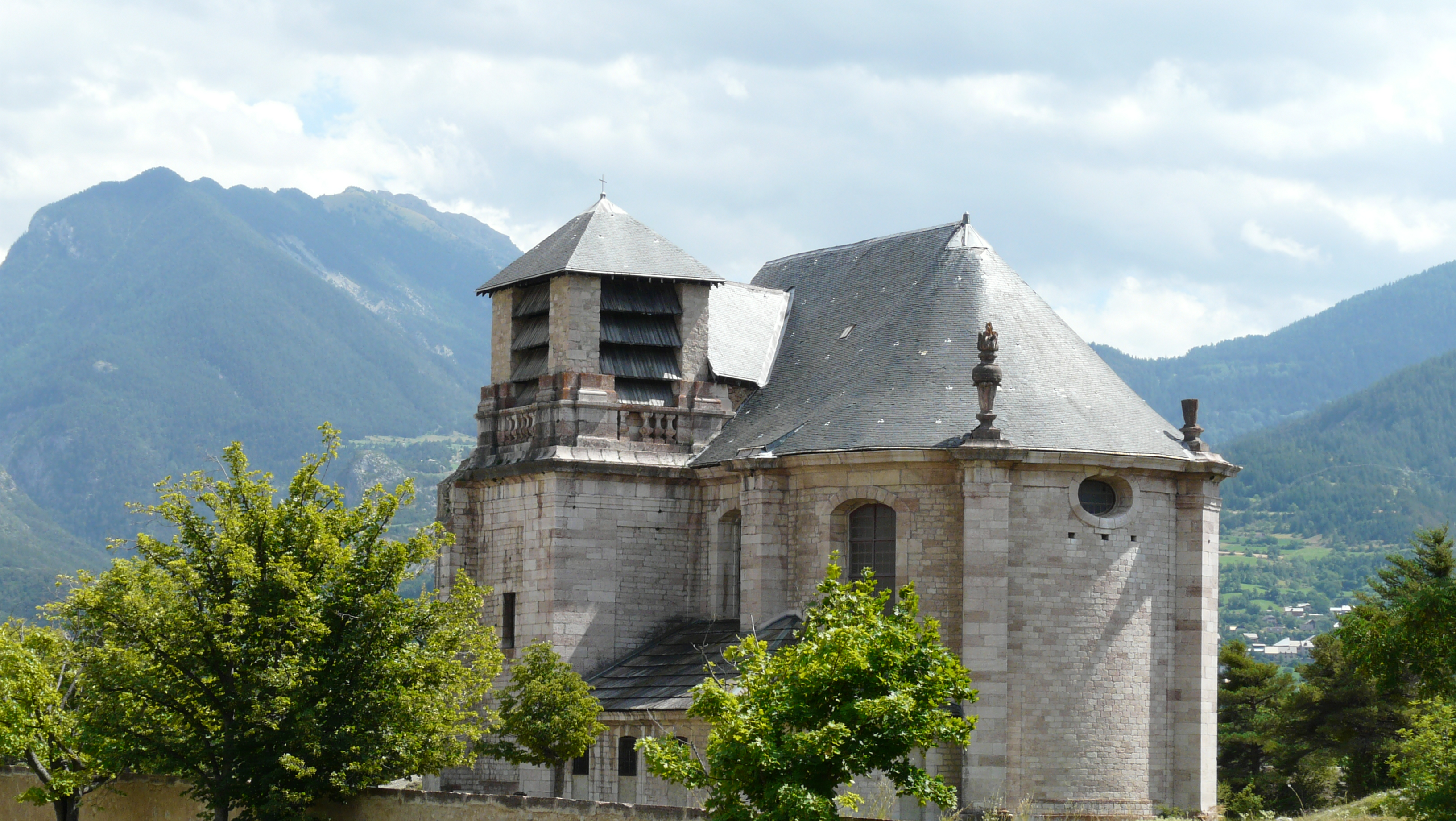
Kerk Saint-Louis